# 가산산성 전투
가산산성 전투(한국 한자: 架山山城 戰鬪)는 6.25 전쟁 중이던 1950년 8월 18일부터 1950년 8월 27일까지 경상북도 칠곡군 동명면과 가산면에서 벌어진 전투이다. 1950년 8월 18일 조선인민군의 기습으로 시작된 가산산성 전투는, 1950년 8월 27일 미군과 대한민국 국군이 조선인민군을 물리치고 가산산성을 탈환하면서 끝나게 되었다. 이 전투의 여파로 칠곡 가산산성이 큰 피해를 입었다.
조선인민군 총사령관이었던 김일성의 명령에 따라 1950년 8월 15일까지 대구와 부산을 점령하려고 했던 조선인민군은 칠곡, 포항, 마산, 창녕 등 4개의 방향에서 낙동강 방어선을 돌파하려고 했다. 1950년 8월 초부터 칠곡군 일대에서 조선인민군 제3사단과 국군 제1사단, 그리고 미국 제1기병사단 사이에 여러 차례 공방전이 벌어졌다. 특히 가산산성이 위치한 칠곡군 가산면 및 동명면 일대는 대구로 이어지는 25번 국도 및 5번 국도가 지나갔기 때문에 조선인민군이 대구로 진출하기 위해서는 이 지역을 통과해야 했다. 1950년 8월 14일부터 유학산, 수암산, 작오산, 다부동 일대에서 대구로 진출하려는 조선인민군 제3사단 예하부대와 유엔군 사이의 격전이 벌어졌다. 1950년 8월 18일 대구로 진격하기 위해 가산산성을 점령한 조선인민군이 동명 지역의 미군과 대한민국 국군을 습격하면서 전투가 벌어졌다. 1950년 8월 20일 조선인민군은 동명면까지 남하했으나 대한민국 국군의 방어로 후퇴했고, 유엔군은 압도적인 화력으로 북한군을 궤멸하고 8월 27일 가산산성을 탈환했다. 

## 배경

### 조선인민군의 8월 공세
1950년 8월 6일 조선인민군 전선총사령부가 예하 부대에 발송한 <조선인민군 전체 하사 군관들에게 보내는 호소문>에 따르면 김일성은 8월 15일 광복절에 맞추어 남아있는 대한민국 영토 전체를 점령하고자 했다. 또한 8월 13일 김일성은 낙동강 방어선을 비롯한 각 지역에 있는 조선인민군에 일절의 후퇴 및 도주를 거부하고 끝까지 전선을 사수할 것을 명령했다. 김일성의 명령과 다르게 조선인민군은 이미 유엔군의 근접지원폭격과 대한민국 국군의 방어작전을 통해 전의를 잃고 병력을 크게 잃은 상황이었지만, 그럼에도 불구하고 조선인민군은 8월에 낙동강 방어선을 돌파하기 위해 공세를 감행했다. 안용현의 『한국전쟁비사』 2에 따르면 김일성은 대구를 점령하기 위해 개전 이래 처음으로 전차 32대를 낙동강 전선까지 "긁어모아" 보내기까지 했다. 이와 반대로 대한민국 국군의 경우 미군으로부터 최신식 장비를 보급받았고 낙오했던 군인들 역시 속속 부대로 도착해 손실된 병력을 보충했다. 유엔군은 조선인민군의 공세를 대비해 낙동강 방어선을 설정해 방어에 대한 준비를 갖췄다.

### 팔공산과 가산산성
가산산성은 조선시대 칠곡도호부가 있던 곳으로, 임진왜란과 병자호란을 거친 뒤 국방 강화를 위해 높이 901m의 가산 주변 계곡 일대를 둘러싼 형태로 만들어졌다. 산성이 자리한 가산은 동서로 길게 뻗어 있는 산으로, 동쪽 끝은 한티재를 통해 팔공산으로 이어지고 서쪽 끝은 유학산과 석적읍이 한천을 경계로 나뉘었다. 가산산성이 행정구역 상 속하는 칠곡군 가산면은 오계산과 가산을 통해 대구로 이어지는 동명면과 만나고 가산면 중심을 흐르는 한천을 따라 구미, 안동, 의성, 군위, 대구로 이어지는 도로가 있었다.
한티재를 통해 가산과 마주한 팔공산은 대구, 칠곡, 군위, 영천, 경산에 걸쳐 있는 큰 산으로, 북쪽 지방에서 대구로 넘어오기 위해서는 이 산 주위의 협곡이나 계곡을 따라 내려와야 했다. 팔공산을 따라 동서로 뻗어있는 산줄기들을 하나로 묶어 팔공산맥이라고 부르기도 하는데, 남동쪽의 초례봉부터 환성산, 인봉, 동봉, 서봉, 그리고 한티재에 이르기까지 대부분의 봉우리는 높이가 800m를 넘는다. 6.25 전쟁 당시 팔공산 일대에 배치된 대한민국 국군 및 유엔군 부대 중에는 대구에 위치한 대한민국 육군본부와 미국 제8군이 있었다. 이외에도 대한민국 경찰이 대구에, 제2군단이 영천 지역에 주둔하고 있었다.

## 서막

### 칠곡에서의 접전

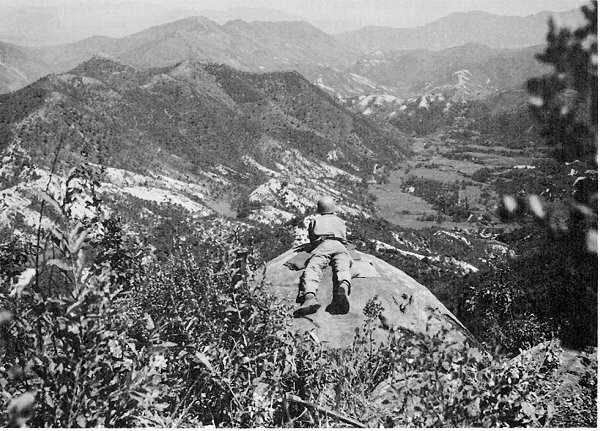
다부동 전투의 주요 전장 중 하나였던 518고지. 칠곡 서북방의 유학산과 수암산, 가산 등은 모두 칠곡 북방을 내려다볼 수 있는 감제고지이자, 칠곡 서쪽의 낙동강과 함께 조선인민군의 공격을 차단할 수 있는 천혜의 요새였다.

1950년 8월 9일 미국 제1기병사단 소속 제7기병연대는 칠곡군 왜관읍에 위치한 금무봉에서 조선인민군 제3사단의 공격을 격퇴하였다. 이후 1950년 8월 14일 조선인민군 제3사단은 다시 왜관읍을 도하해 작오산 일대로 남하했으나 미국 제1기병사단 소속 제5기병연대의 방어에 막혀 격퇴되었다. 한편 1950년 8월 14일 대구로 진격하는 조선인민군을 막기 위해 대한민국 국군 제12연대는 유학산-수암산 일대에 방어선을 마련하고 유학산의 주봉이었던 839고지에 제3대대를 배치하고 제2대대를 수암산에 배치한 뒤 837고지를 장악하려고 했다. 그러나 조선인민군이 837고지를 미리 장악하고 있었기에 국군과 조선인민군 간의 치열한 접전이 벌어졌다. 칠곡군 석적읍 포남리에 있던 328고지에서도 도하를 시도하던 조선인민군 제3사단과 대한민국 국군 제1사단 제15연대가 1950년 8월 14일부터 전투를 치렀다.

### 조선인민군의 대구 진격
미군과 대한민국 국군이 대전 전투에서 패배한 이후, 미국 제8군 사령관이었던 월턴 워커는 대구를 제8군의 야전본부로 삼았다. 1950년 8월 초, 교통의 중심지이자 부산 다음으로 유엔군이 점령한 큰 도시였던 대구는 낙동강 방어선의 중심에 있었으며, 서쪽의 낙동강과 북쪽의 팔공산 자락이 대구를 방어하는 천연의 요새 역할을 하였다. 또한 8월 17일까지 대한민국 정부의 임시수도 역할을 하기도 했다. 1950년 8월 초 대구의 방어는 남에서 북으로 미국 제1기병사단과 대한민국 제2군단의 제1사단 및 제6사단이 맡고 있었다. 미국 제1기병사단은 낙동강을 따라 왜관읍 동쪽의 방어를 담당했으며 이 중 제7기병연대는 포병부대와 함께 후방에 배치되어 예비 병력으로 배속되었다. 대한민국 국군은 팔공산을 중심으로 제1사단이 서북쪽에, 제6사단이 군위로 이어지는 국도를 따라 방어를 맡았다.
조선인민군은 제10사단, 제3사단, 제15사단, 제13사단을 대구 공략군으로 삼았다. 제1사단은 고령군 득성동과 왜관, 군위 등을 점령하여 대구를 포위하고 있었다. 조선인민군은 의성에서 대구까지 이어지는 낙동강 동쪽의 좁은 계곡을 남진의 주요 축으로 삼았기 때문에 공세에 참여하는 모든 부대는 다양한 방향에서 낙동강을 건넌 뒤 이 축을 따라 움직일 수밖에 없었다. 제105기갑사단의 일부 병력도 지원부대로 참전했다.
8월 4일부터 8월 5일까지 조선인민군 제13사단이 대구에서 북서쪽으로 64km 떨어진 상주 낙동면 낙동리에서 도하를 개시했고, 8월 5일 대한민국 포병대가 공격을 개시하기 전까지 유엔군은 조선인민군의 도하를 알지 못했으며 8월 7일 제13사단 전부대가 낙동강을 도하하는데 성공했다. 조선인민군 제1사단 역시 함창읍과 상주 사이의 낙동강 지역을 도하해 8월 6일부터 8월 8일까지 도하를 마쳤지만, 미국 정찰기에 도하가 발각되어 대한민국 제1사단과 조선인민군 제1사단 사이에 전투가 벌어졌다. 8월 17일까지 양측 사단은 군위군을 둘러싸고 공방전을 벌였지만 조선인민군은 대한민국 국군의 견고한 방어와 유엔군의 폭격으로 큰 피해를 입었다.

### 유엔군의 융단 폭격
6.25 전쟁 발발로부터 3일이 지난 1950년 6월 28일부터 극동공군은 남한 지역 파괴 우선순위에서 교량을 적 병력 및 전차 다음으로 중요한 목표로 지정했다. 1950년 7월 1일 미국 극동공군 사령관이 한강 이남에 최초로 폭격선을 발표하였고, 7월 22일에는 유엔군 최고사령부에 목표선정위원회가 수립되었다. 목표선정위원회는 7월 24일 1개의 B-29 전대를 근접지원작전에 사용하고 나머지 2개 전대는 차단작전에 사용한다는 결정을 내렸다. 1950년 7월부터 8월까지 극동 공군은 보잉 B-29 슈퍼포트리스, 노스아메리칸 P-51 무스탕, 더글러스 A-26 인베이더와 같은 다양한 군용기를 사용하여 조선인민군과 그들이 점령한 지역 및 그 시설에 대량으로 폭격을 가했다.

## 여파

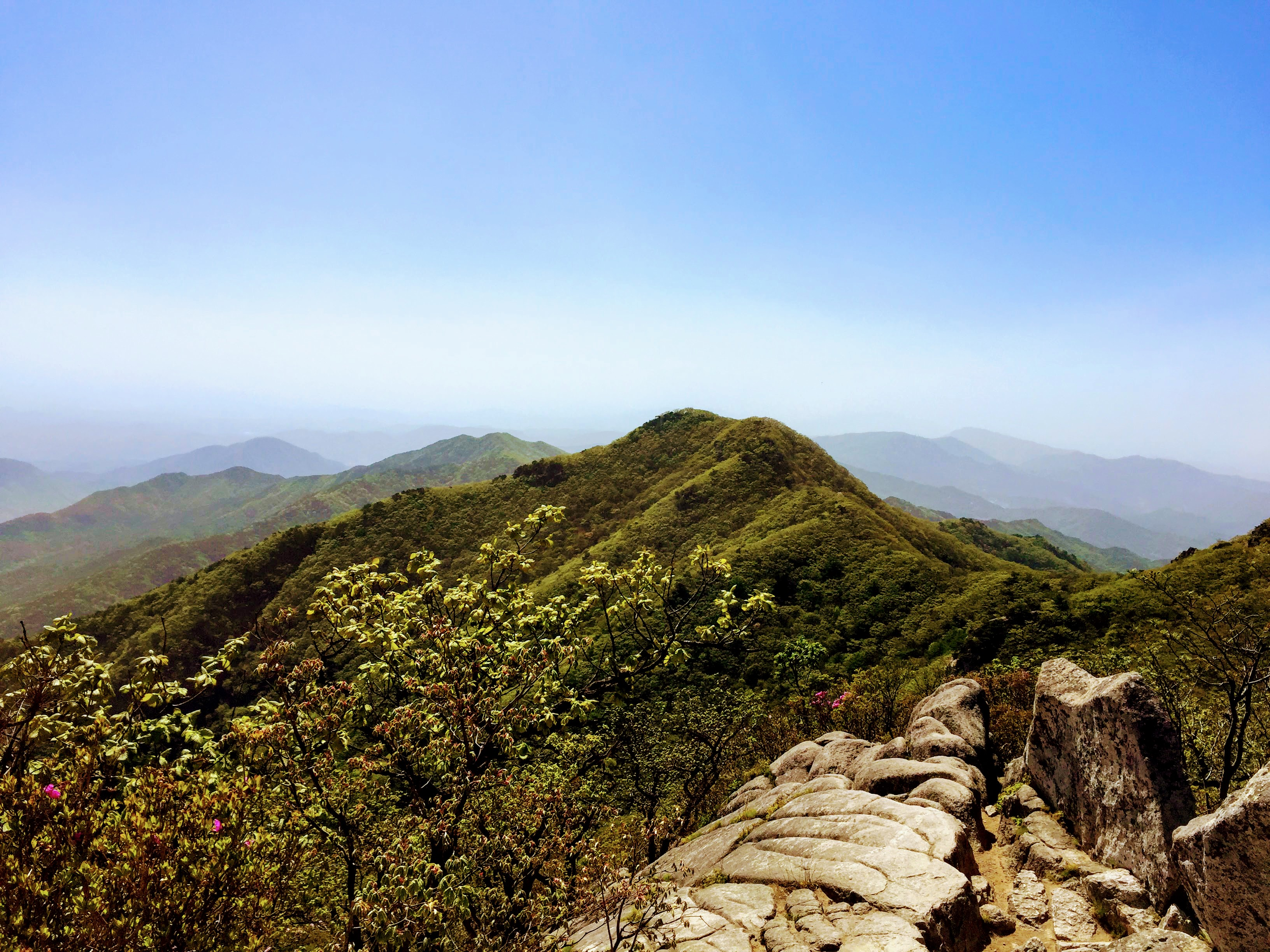
팔공산 동봉에서 바라본 서봉. 서봉의 높이는 1,150m로, 팔공산에서 1,000m를 넘는 봉우리 중 하나이다.

조선인민군은 가산 일대에서 패퇴했지만, 조선인민군 제2군단은 제1사단을 대구 공략 부대로 임명했다. 1950년 8월 30일부터 9월 14일까지 조선인민군 제1사단은 9월 공세의 일환으로 가산-팔공산 방어선에 있는 유엔군 방어부대를 공격했다. 대한민국 제1사단 예하 제11연대, 제12연대, 제15연대와 미국 제7군단 예하 제5기병연대, 제7기병연대, 제8기병연대는 약 2주 동안 조선인민군의 공세를 성공적으로 방어했다.
9월 공세는 1950년 9월 15일 인천 상륙 작전의 개시로 조선인민군의 후방이 위협받으면서 끝나게 되었다. 이후 다부동을 비롯한 낙동강 방어선 각 지역의 대한민국 국군과 유엔군은 공세로 작전을 전환하고 전 전역에 걸쳐 반격작전을 개시했다.

## 같이 보기
- 칠곡 가산산성
- 다부동 전투
- 대구 전투

## 참고

### 주요 문헌 및 자료
- 『6·25 전쟁 주요 전투 1』- 국방부 군사편찬연구소
- 『6·25戰爭史5- 洛東江線 防禦作戰』-국방부 군사편찬연구소
- 류형석,『6·25 전쟁사 낙동강 제6권, 플래닛미디어
- 김태우, 『폭격 미공군의 공중폭격 기록으로 읽는 한국전쟁』, 창비